# Водоток
Водото́к (водный поток) — обобщённое понятие водных объектов с поступательным движением воды в направлении уклона в вытянутом углублении земной поверхности (русле). Водотоки (реки, ручьи, каналы) относятся к поверхностным водным объектам.
Водотоки подразделяются на естественные (реки, ручьи) и искусственные (каналы различного назначения). Водотоки также делят на постоянные и временные (пересыхающие или перемерзающие). В постоянных водотоках движение воды происходит в течение всего года или большей его части, во временных — лишь в небольшую часть года.
Совокупность всех водотоков в пределах территории называют русловой сетью, а совокупность всех рек и ручьёв — речной сетью.

## Типы водотоков
Водотоки подразделяются на следующие категории:
- постоянные и временные;
- естественные (реки и ручьи) и искусственные (каналы);

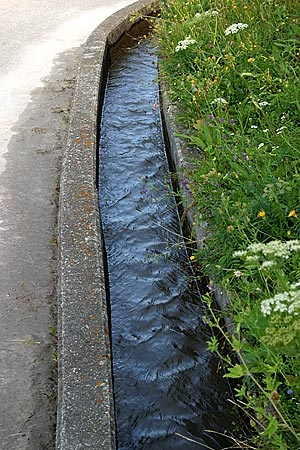
Арык
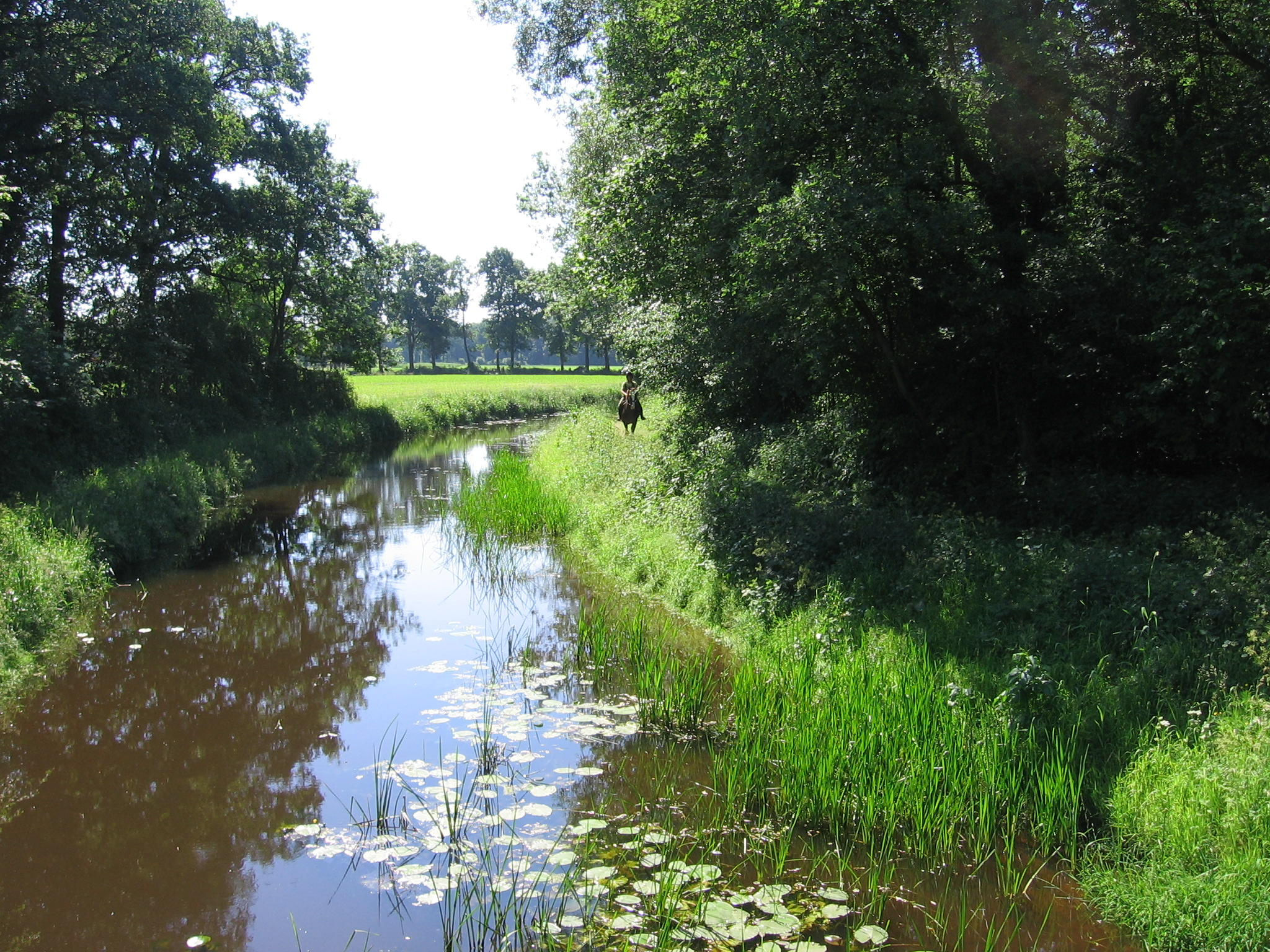
Малая река
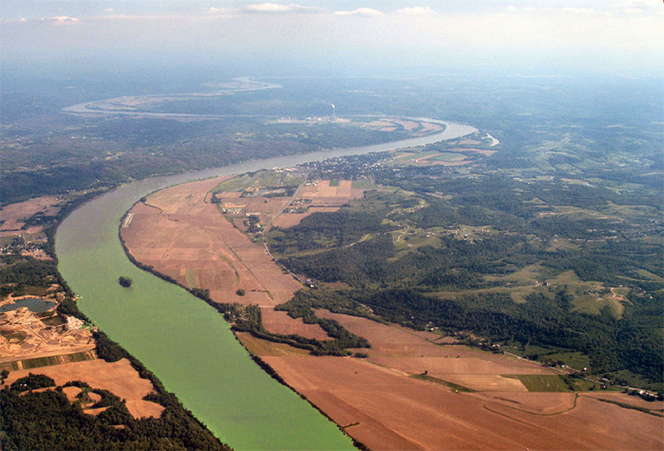
Большая река